# 藤島神社 (諏訪地方)
藤島神社（）とは、長野県諏訪地方にある2つの神社の名称である。両社とも地方に伝わる建御名方神（諏訪大社の祭神）の諏訪入りの伝承に深く関わっており、同じ由緒が語られるため、この記事ではまとめて取り上げる。

## 藤島社（諏訪市）

### 概要
諏訪大社上社の摂社であり、いわゆる「中十三所」の筆頭。上社本宮から北へ約500m離れた位置にある。
諏訪地域に伝わる神話によると、建御名方神（諏訪明神）が諏訪に進入して国津神の洩矢神と相争ったとき、明神が藤を手にして、鉄器を持った洩矢神を降伏させた。のちに明神がこの藤を植えた（あるいは投げ捨てた）ところ、たちまち繁茂して藤の木となったという。この神話は、宝治3年（1249年）の『諏訪信重解状』「守屋山麓御垂跡事」や、延文元年（1356年）の『諏方大明神画詞』「祭 第三夏 下」などに載録されている。
『画詞』では、この伝承が摂社藤島社の由来譚として述べられている。
近年、地区の区画整理事業で当社は元の場所から中央自動車道の東南下方に移転された。

### 祭神
- 木花開耶比売命[2][8]
- 藤島明神（建御名方神）？

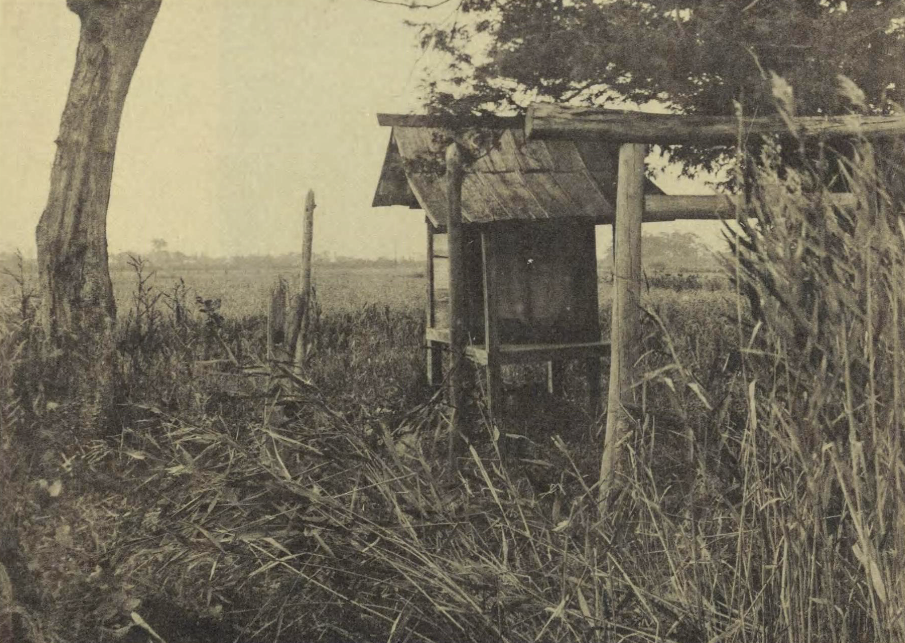
1937年以前の藤島社
（宮地直一『諏訪史 第二巻』より）

なお、嘉禎4年（1238年）の奥書を識す『諏訪上社物忌令之事』においては、「藤島大明神」の本地仏が不動明王とされる。

### 神事
- 御田植祭（6月初旬）

藤島社の隣に神田（御作田）があり、ここでは毎年、諏訪上社の御田植祭が行われる。神事で植えた苗がその一ヶ月後には塾稲となって神前に供えることができたと言われ、諏訪大社七不思議の一つ「御作田の早稲（）」と数えられる。『画詞』では6月晦日（30日）に行われていたとあるが、現在は6月の第1日曜日に執行。
中世では田植祭の前の3日間に御作田御狩（上社年内四度の御狩の一つ）が行われ、狩猟された生贄が藤島社前に奉納された。また、田植えが終了すると夏越の祓いがあり、大幣を川に流した。

## 藤島神社（岡谷市）

### 概要
岡谷市川岸上三沢区（旧三沢村）、県道14号沿いにある。石室を備えた円墳（荒神塚古墳）の跡である。
諏訪地方の古墳の中では平地、しかも水辺にあるのはこの荒神塚古墳だけであり、築造は6世紀～7世紀初頭と推定される。その位置から、天竜川の源流という交通の要所を支配した武人（役人）の墓だと思われる。後世になって「陵明神」または「十五所明神」と呼ばれ、更に三宝荒神が合祀されると「荒神塚」と名づけられた。
中世成立の文献においては、諏訪明神と洩矢神が争った場所を守屋山の麓（上社本宮周辺）とされているが、江戸時代の伝承記録には天竜川のほとりを両者の戦場とする異伝が見られる。これらの文書では、諏訪入り伝承ゆかりの藤島社を三沢村の荒神塚としている。
言い伝えによれば、昔は三沢村の藤島社の対岸に橋原村（現在の岡谷市川岸東橋原区）の洩矢神社があり、この二社から伸びた藤がからまって、天竜川を覆っていた。とある人夫が高島藩主の命令でこの藤を伐採したところ、たちまち狂死してしまったという。
明治14年（1881年）には古墳が初めて調査され、それ以降も何回か再調査された。

### 祭神
- 藤島明神（建御名方神）
- 三宝荒神（夜辺荒神、忿怒荒神、三島荒神）[15]

### 祭事
- 例祭（3月の第2日曜日）[15]
神社委員会により執行。

### 交通アクセス
- JR東日本中央本線 岡谷駅より約15分（約1.3km）